# Alan Stewart, X conte di Galloway
Alan Plantagenet Stewart, X conte di Galloway (21 ottobre 1835 – 7 febbraio 1901), è stato un politico scozzese.

## Biografia
Era il figlio di Randolph Stewart, IX conte di Galloway, e di sua moglie, Lady Harriett Somerset, figlia di Henry Charles Somerset, VI duca di Beaufort. Studiò alla Harrow School.
Ha giocato per il Marylebone Cricket Club (1858-1864).

## Carriera
Galloway si sedette come membro del Parlamento per Wigtownshire (1868-1873). Nel 1873 successe al padre nella contea ed è entrato nella Camera dei lord. È stato anche Lord High Commissioner to the General Assembly of the Church of Scotland (1876-1877), un giudice di pace e vice tenente per Kirkcudbrightshire e Wigtownshire.

## Matrimonio
Sposò, il 25 gennaio 1872, Lady Mary Arabella Arthur Gascoyne-Cecil (?-18 agosto 1903), figlia di James Gascoyne-Cecil, II marchese di Salisbury. La coppia non ebbe figli.
Il 14 ottobre 1889, il conte di Galloway è comparso al Dumfries Sheriff Court con l'accusa di comportamento indecente nei confronti di una giovane ragazza. È stato dichiarato non colpevole.
Il 23 gennaio 1890, il conte di Galloway è apparso di nuovo in tribunale, al Glasgow Central Police Court, accusato di comportamento indecente e molestie nei confronti di Margaret Brown e una o più donne. È stato dichiarato non colpevole.

## Morte
Morì il 7 febbraio 1901.

## Ascendenza
|                                                |                                        |                                                     | Genitori                                            |  |  | Nonni |  |  | Bisnonni                               |  |  | Trisnonni                                   |  |
|                                                |                                        |                                                     |                                                     |  |  |       |  |  | 8. John Stewart, VII conte di Galloway |  |  | 16. Alexander Stewart, VI conte di Galloway |  |
|                                                |                                        |                                                     |                                                     |  |  |       |  |  | 8. John Stewart, VII conte di Galloway |  |  | 16. Alexander Stewart, VI conte di Galloway |  |
|                                                |                                        | 17. Catherine Cochrane                              |                                                     |  |  |       |  |  | 8. John Stewart, VII conte di Galloway |  |  |                                             |  |
| 4. George Stewart, VIII conte di Galloway      |                                        |                                                     |                                                     |  |  |       |  |  | 8. John Stewart, VII conte di Galloway |  |  |                                             |  |
|                                                |                                        | 9. Anne Dashwood                                    | 18. James Dashwood, II baronetto                    |  |  |       |  |  |                                        |  |  |                                             |  |
|                                                |                                        | 9. Anne Dashwood                                    | 18. James Dashwood, II baronetto                    |  |  |       |  |  |                                        |  |  |                                             |  |
|                                                |                                        | 9. Anne Dashwood                                    | 19. Elizabeth Spencer                               |  |  |       |  |  |                                        |  |  |                                             |  |
| 2. Randolph Stewart, IX conte di Galloway      |                                        | 9. Anne Dashwood                                    |                                                     |  |  |       |  |  |                                        |  |  |                                             |  |
|                                                |                                        | 10. Henry Paget, I conte di Uxbridge                | 20. Nicholas Bayly, II baronetto                    |  |  |       |  |  |                                        |  |  |                                             |  |
|                                                |                                        | 10. Henry Paget, I conte di Uxbridge                | 20. Nicholas Bayly, II baronetto                    |  |  |       |  |  |                                        |  |  |                                             |  |
|                                                |                                        | 10. Henry Paget, I conte di Uxbridge                | 21. Caroline Paget                                  |  |  |       |  |  |                                        |  |  |                                             |  |
| 5. Jane Paget                                  |                                        | 10. Henry Paget, I conte di Uxbridge                |                                                     |  |  |       |  |  |                                        |  |  |                                             |  |
|                                                |                                        | 11. Jane Champagne                                  | 22. Arthur Champagne                                |  |  |       |  |  |                                        |  |  |                                             |  |
|                                                |                                        | 11. Jane Champagne                                  | 22. Arthur Champagne                                |  |  |       |  |  |                                        |  |  |                                             |  |
|                                                |                                        | 11. Jane Champagne                                  | 23. Marianne Hamon                                  |  |  |       |  |  |                                        |  |  |                                             |  |
| 1. Alan Stewart, X conte di Galloway           |                                        | 11. Jane Champagne                                  |                                                     |  |  |       |  |  |                                        |  |  |                                             |  |
|                                                | 12. Henry Somerset, V duca di Beaufort | 24. Charles Somerset, IV duca di Beaufort           |                                                     |  |  |       |  |  |                                        |  |  |                                             |  |
|                                                | 12. Henry Somerset, V duca di Beaufort | 24. Charles Somerset, IV duca di Beaufort           |                                                     |  |  |       |  |  |                                        |  |  |                                             |  |
|                                                | 12. Henry Somerset, V duca di Beaufort | 25. Elizabeth Berkeley                              |                                                     |  |  |       |  |  |                                        |  |  |                                             |  |
| 6. Henry Charles Somerset, VI duca di Beaufort | 12. Henry Somerset, V duca di Beaufort |                                                     |                                                     |  |  |       |  |  |                                        |  |  |                                             |  |
|                                                |                                        | 13. Elizabeth Boscawen                              | 26. Edward Boscawen                                 |  |  |       |  |  |                                        |  |  |                                             |  |
|                                                |                                        | 13. Elizabeth Boscawen                              | 26. Edward Boscawen                                 |  |  |       |  |  |                                        |  |  |                                             |  |
|                                                |                                        | 13. Elizabeth Boscawen                              | 27. Frances Glanville                               |  |  |       |  |  |                                        |  |  |                                             |  |
| 3. Harriet Somerset                            |                                        | 13. Elizabeth Boscawen                              |                                                     |  |  |       |  |  |                                        |  |  |                                             |  |
|                                                |                                        | 14. Granville Leveson-Gower, I marchese di Stafford | 28. John Leveson-Gower, I conte Gower               |  |  |       |  |  |                                        |  |  |                                             |  |
|                                                |                                        | 14. Granville Leveson-Gower, I marchese di Stafford | 28. John Leveson-Gower, I conte Gower               |  |  |       |  |  |                                        |  |  |                                             |  |
|                                                |                                        | 14. Granville Leveson-Gower, I marchese di Stafford | 29. Evelyn Pierrepont                               |  |  |       |  |  |                                        |  |  |                                             |  |
| 7. Charlotte Sophia Leveson-Gower              |                                        | 14. Granville Leveson-Gower, I marchese di Stafford |                                                     |  |  |       |  |  |                                        |  |  |                                             |  |
|                                                |                                        | 15. Susanna Stewart                                 | 30. Alexander Stewart, VI conte di Galloway (= 16.) |  |  |       |  |  |                                        |  |  |                                             |  |
|                                                |                                        | 15. Susanna Stewart                                 | 30. Alexander Stewart, VI conte di Galloway (= 16.) |  |  |       |  |  |                                        |  |  |                                             |  |
|                                                |                                        | 15. Susanna Stewart                                 | 31. Catherine Cochrane (= 17.)                      |  |  |       |  |  |                                        |  |  |                                             |  |
|                                                |                                        | 15. Susanna Stewart                                 |                                                     |  |  |       |  |  |                                        |  |  |                                             |  |